# Kado: The Right Answer
Kado: The Right Answer (正解するカド?, Seikai suru Kado) è una serie televisiva anime in computer grafica prodotta da Toei Animation e diretta da Masaki Watanabe e Kazuya Murata, trasmessa in Giappone dal 7 aprile al 30 giugno 2017. Un adattamento manga è stato serializzato sul Morning Two di Kōdansha dal 22 marzo 2017 al 22 gennaio 2018.

## Trama
Estate 2016: all'aeroporto di Haneda appare improvvisamente un gigantesco cubo policromatico che, posandosi a terra, finisce con l'inglobare un boeing 777 della All Nippon Airways in fase di decollo.
A bordo dell'aereo si trova Kōjirō Shindō, un membro del ministero giapponese degli esteri, il quale finisce per essere il primo essere umano ad entrare in contatto con un'intelligenza extraterrestre: l'essere in questione, ribattezzatosi Yaha-kui zaShunina, afferma di essere giunto sulla Terra per portare una serie di messaggi e conoscenze destinati a far progredire la civiltà umana come mai prima d'ora.
Per questo, una volta usciti dal cubo, Kōjirō diviene il rappresentante di Yaha presso i governi della Terra, ma più passa il tempo e più il giovane diplomatico si convince che il nuovo venuto, con il quale entra sempre più in sintonia, stia nascondendo i suoi veri propositi.

## Personaggi
Kōjirō Shindō (真道 幸路朗?, Shindō Kōjirō)
Doppiato da: Hiroaki Miura
Yaha-kui zaShunina (ヤハクィザシュニナ?)
Doppiato da: Takuma Terashima
Saraka Tsukai (徭 沙羅花?, Tsukai Saraka)
Doppiata da: Mao Ichimichi
Shun Hanamori (花森 瞬?, Hanamori Shun)
Doppiato da: Sōma Saitō
Shūhei Asano (浅野 修平?, Asano Shūhei)
Doppiato da: Kenji Akabane

## Produzione
La serie televisiva anime è il primo progetto in computer grafica di Toei Animation. Diretta da Masaki Watanabe, è andata in onda dal 7 aprile al 30 giugno 2017. La composizione della serie è stata affidata a Mado Nozaki, mentre la colonna sonora è stata composta da Tarō Iwashiro. Le sigle di apertura e chiusura sono rispettivamente Tabishi (旅詩?) di Mao Ichimichi e Eien no kotae (永遠のこたえ?) di Haruca. Gli episodi sono stati trasmessi in streaming in simulcast, anche coi sottotitoli in lingua italiana, da Crunchyroll.

### Episodi
| Nº  | Titolo italiano Giapponese 「Kanji」 - Rōmaji | Prima visione             | Prima visione |
| Nº  | Titolo italiano Giapponese 「Kanji」 - Rōmaji | Giapponese                |               |
| 0   | Ninovo 「ニノヴォ」 - Ninovo | 6 aprile 2017 (streaming) |               |
| 0   | Due membri del ministero giapponese per gli Affari Interni, Kōjirō Shindō e Shun Hanamori, come ultimo incarico prima del trasferimento al Ministero degli Esteri vengono incaricati dal loro superiore, il sottosegretario Igarashi, di negoziare l'acquisizione di un terreno a Sagamihara su cui si trova una piccola azienda metallurgica. L'impianto, di proprietà del vecchio signor Osakabe, è specializzato in placcature cromatiche, ma è anche da tempo sulla via del tramonto, in quanto economicamente non in grado di tenersi al passo con le nuove tecnologie e per questo sempre meno in grado di attrarre clienti o fondi statali, quindi la proposta di acquisizione viene in un primo tempo vista come una buona notizia. Tuttavia Shindō, notando la dedizione che tanto il signor Osakabe quanto i suoi dipendenti mettono nel proprio lavoro, ha un'idea migliore: ottenere un finanziamento pubblico per la realizzazione di una nuova supercromatura in grado di rivoluzionare il mercato della progettazione di autoveicoli, rendendo l'azienda nuovamente competitiva. Il piano è assai complicato e pericoloso, in quanto si tratta di un progetto ambizioso e, stando alle perizie del professor Mifune del comitato di consulenza scientifico della DIETA, di difficile realizzazione, ma la perseveranza tanto di Shindō quanto degli operai della Osakabe, hanno infine il sopravvento, salvando l'azienda dalla chiusura (in realtà orchestrata da Igarashi proprio per salvare il vecchio amico Osakabe dal fallimento e permettergli di godere di una serena vecchiaia). |                           |               |
| 1   | Yaha-kui zaShunina 「ヤハクィザシュニナ」 - Yaha-kui zaShunina | 7 aprile 2017             |               |
| 1   | Aeroporto di Haneda, agosto 2017: Shindō e Hanamori stanno per partire alla volta degli Stati Uniti, dove sono attesi per il loro primo incarico come membri del Ministero degli Esteri, quando all'improvviso, dal nulla, appare un gigantesco cubo policromatico che, scendendo verso terra, finisce per inglobare completamente il loro aereo, che svanisce nel nulla. Il governo e le forze militari giapponesi, avvalendosi anche della collaborazione di alcuni scienziati, tentano in ogni modo di avere accesso all'interno della struttura, ma ogni tentativo di infrangerne le pareti esterne con ogni mezzo disponibile, incluse le cannonate, si rivela infruttuoso. Poi, d'un tratto, la struttura si apre, e Shindō compare dal suo interno in compagnia di un misterioso individuo, che si presenta come Yaha-Kui zaShunina. |                           |               |
| 2   | Novo 「ノヴォ」 - Novo | 14 aprile 2017            |               |
| 2   | Ritrovatisi all'interno del cubo, Shindō, Hanamori e gli altri passeggeri vengono ben presto avvicinati da Yaha-Kui zaShunina, a prima vista una sorta di entità generata dal cubo stesso, il quale afferma di essere giunto sulla Terra per condurre l'Umanità verso una nuova era. Come gesto di buona volontà, sia il governo giapponese che Shindō vorrebbero il rilascio dei 251 passeggeri a bordo dell'aereo, ma Yaha afferma che dal momento che il cubo esiste in una dimensione spaziotemporale alternativa ciò non sarà possibile prima di 29 giorni. Shindō tuttavia ottiene di poter essere rimaterializzato lui solo nel mondo esterno, così da poter diventare il suo rappresentante per i colloqui con gli esseri umani; lui e Yaha quindi fanno ritorno sulla Terra, dove il governo giapponese, dopo un momento di titubanza, accetta infine di incontrare il nuovo venuto. |                           |               |
| 3   | Wam 「ワム」 - Wamu | 21 aprile 2017            |               |
| 3   | Il governo giapponese invia ad Haneda la giovane ma capace negoziatrice Saraka Tsukai, e a quel punto avviene finalmente il primo contatto tra Yaha e il resto del mondo, dal momento che Yaha pone come condizione per negoziare che il colloquio avvenga in mondovisione. Interrogato sulla sua origine, Yaha afferma di provenire da Novo, una realtà al di là del tempo e dello spazio, e che il cubo, il cui nome è Kado, sia il punto di contatto tra il multiverso e lo spazio fisico; quindi, quando gli viene chiesto il perché della sua venuta, Yaha risponde di essere giunto sulla Terra per guidare l'Uomo verso un nuovo livello di comprensione cosmica, e a riprova delle sue buone intenzioni dona all'umanità il Wam, una sfera che funge da punto di contatto tra il mondo materiale e Novo, capace di generare una fonte di energia pulita e rinnovabile all'infinito. |                           |               |
| 4   | Rotowa 「ロトワ」 - Rotowa | 28 aprile 2017            |               |
| 4   | Come promesso da Yaha, a tre giorni dalla comparsa del Kado i passeggeri dell'aereo rimasto bloccato al suo interno iniziano ad uscire poco per volta, ma la comunità mondiale è scioccata dalle rivelazioni portate dall'essere extradimensionale. In particolare, il Consiglio delle Nazioni Unite è terrorizzato dall'eventualità che il Wam finisca per mandare all'aria i delicati equilibri economici su cui poggia il mondo intero, e in un primo momento intima al Giappone di consegnare tutti i Wam in suo possesso. Yaha però, informato sulla questione, rifiuta categoricamente tale eventualità, dal momento che il suo scopo non è di donare i Wam a questa o quella nazione, ma all'umanità tutta. Di tutta risposta il Consiglio di Sicurezza, di fronte all'attendismo del Giappone, approva una serie impressionante di sanzioni economiche, politiche e persino militari (Capitolo VII dello Statuto), isolando di fatto la nazione giapponese dal resto del mondo e minacciando, in caso di ulteriori ritardi, sistemi ancora più drastici, inclusa un'eventuale occupazione armata. Yaha, però, non intende tirarsi indietro, e con l'appoggio del governo giapponese Shindō mette a punto un piano in grado di aggirare il problema. |                           |               |
| 5   | Nanoka 「ナノカ」 - Nanoka | 5 maggio 2017             |               |
| 5   | La minaccia di un embargo totale, e persino di azioni militari, terrorizza e spacca l'opinione pubblica giapponese, che inizia ad intimare al proprio governo di sottomettersi alla volontà delle Nazioni Unite e consegnare le 167 paia di Wam in proprio possesso. Per trovare una soluzione e allo stesso tempo non sottostare al ricatto del resto del mondo e assolvere al volere di Yaha, il Primo Ministro giapponese convoca la professoressa Shinawa, una giovane e geniale fisica quantistica che in poco tempo riesce a comprendere il meccanismo insito nel Wam, nonché l'origine del suo funzionamento. Viene quindi convocata una conferenza stampa in mondovisione, durante la quale a prima vista il governo intende comunicare la volontà del Giappone di consegnare i Wam alle Nazioni Unite, ma sul più bello la stessa Shinawa enuncia il risultato delle sue scoperte, ovvero che il potere dei Wam non dipende dal materiale da cui sono composti, ma dalla loro forma e dal relativo processo di creazione, processo che chiunque, se in possesso di un certo livello di conoscenza, è in grado di mettere in pratica. In questo modo, il processo dietro la realizzazione dei Wam diventa di pubblico dominio, senza che le Nazioni Unite possano farci nulla. |                           |               |
| 6   | Tetrok 「テトロク」 - Tetoroku | 12 maggio 2017            |               |
| 6   | Il processo di creazione dei Wam da parte degli stessi esseri umani non ottiene in un primo momento i risultati sperati, dal momento che solo un limitatissimo numero di persone dispone della sensibilità necessaria a percepire nitidamente l'energia di Novo, e quindi a completare con successo l'esperimento. Nel frattempo, mentre la liberazione dei passeggeri dall'interno del Kado è ormai prossima a finire, si decide di spostare il cubo in un'altra zona del Giappone, sì da permettere ad Haneda di tornare operativo. Come nuovo sito viene selezionato il lago Sayama, nella prefettura di Saitama, ma si pone il problema dello spostamento: per potersi muovere, infatti, il Kado necessita di rotolare al livello del terreno, il che, pur non provocando danni materiali, finirebbe per inglobare al suo interno chiunque si trovi a venirne travolto. Shindō suggerisce di farlo rotolare sui propri vertici per diminuire al massimo la superficie di suolo esposta al Kado, e una volta completato il trasferimento Yaha spiega a Shindō come l'umanità, ora padrona del Wam, sia pronta a compiere il prossimo passo dell'evoluzione: superare i propri limiti fisici. |                           |               |
| 6.5 | Ekwari 「エクワリ」 - Ekuwari | 19 maggio 2017            |               |
| 6.5 | Episodio riassuntivo |                           |               |
| 7   | Sansa 「サンサ」 - Sansa | 26 maggio 2017            |               |
| 7   | Gondo, un ambizioso giornalista d'assalto che ha seguito da vicino gli eventi relativi al Kado, viene contattato dal direttore generale della SETTEN, un colosso americano del web, perché tenti di avvicinare Yaha con la speranza di ottenere un'intervista esclusiva. Il giornalista, accompagnato dai suoi due collaboratori, raggiunge quindi il Kado a Saitama, e inaspettatamente Yaha e Shindō accettano di incontrarli. La ragione di tanta benevolenza è presto spiegata. Yaha infatti, dopo i Wam, è pronto a donare all'umanità un altro tesoro ansiotropico, il Sansa, il cui potere consiste nell'avvicinare un po' di più la mente umana all'assoluta conoscenza dell'ansiotropia, e per farlo intende servirsi ancora una volta dei mezzi di comunicazione. Tra i vari benefici che il Sansa potrebbe comportare vi è, in primo luogo, la capacità per chiunque lo guardi di entrare in contatto con gli innumerevoli altri "io" che abitando i differenti piani di esistenza, con la possibilità di "demandare" eventualmente ad essi parte delle proprie necessità fisiologiche, come ad esempio il bisogno di dormire. Successivamente, Shindō porta Yaha ad una festa tradizionale che si svolge in riva al lago, ma nel bel mezzo della serata Saraka Tsukai, preso da parte Shindō, gli rivela di voler fare in modo che Yaha lasci la Terra. |                           |               |
| 8   | Talnel 「タルネル」 - Taruneru | 2 giugno 2017             |               |
| 8   | Saraka passa una giornata in compagnia di Shindō, manifestandogli il proprio pensiero secondo cui l'evoluzione di tutte le cose, a cominciare dall'Uomo, è un processo che deve avvenire naturalmente, e che tentare di influenzarlo con interventi esterni come Yaha sembra determinato a fare potrebbe portare a conseguenze imprevedibili, una teoria cui Shindō, passato l'entusiasmo iniziale, sembra cominciare a credere. Nel mentre il direttore generale della SETTEN decide, nonostante il parere contrario di buona parte del suo consiglio d'amministrazione, di diffondere in mondovisione via satellite le immagini del Sansa, che avviene durante un dibattito televisivo tra Gondo e lo stesso Yaha. In questo modo, oltre due miliardi e mezzo di persone subiscono contemporaneamente gli effetti del Sansa, ma alcuni, tra cui la stessa Saraka, si rifiutano di guardarlo. |                           |               |
| 9   | Nanomis-hein 「ナノミスハイン」 - Nanomisuhain | 9 giugno 2017             |               |
| 9   | Yaha è pronto a donare all'umanità il quarto tesoro ansiotropico, il Nanomis-hein, uno strumento capace di un'incalcolabile numero di potenziali utilizzi, ma il cui scopo principale è quello di avvicinare un po' di più gli uomini ad un rapporto simbiotico con l'ansiotropia. Shindō però, non più così sicuro della bontà e dell'effettivo significato dei doni ansiotropici, incontra Yaha all'interno del Kado cercando di capire una volta per tutte il motivo della venuta dell'essere extradimensionale. A quel punto, Yaha getta la maschera: ciò che egli chiama Ansiotropia infatti altro non è che l'arché, il principio primigeneo che diede origine a tutte le cose, una sorta di deus-ex-machina senziente a cui si deve ogni cosa, a cominciare dalla nascita dell'universo. Gli enormi progressi conseguiti dalla razza umana hanno infine attirato l'attenzione dell'ansiotropia, che avida di informazioni ha inviato l'entità nota come Yaha nel mondo materiale per studiare gli esseri umani avvicinandoli sempre di più alla propria natura per scoprirne il vero potenziale come specie. Conclusa la propria spiegazione Yaha chiede ad uno sconvolto Shindō di divenire egli stesso un essere ansiotropico, ma intravedendone l'indecisione capisce che ciò è impossibile; quindi, dopo aver dato vita ad un suo clone con cui portare avanti il proprio disegno, Yaha tenta di uccidere il vero Shindō, che però viene salvato all'ultimo momento da Saraka, apparsa a sua volta all'interno del Kado e rivelandosi ella stessa un essere ansiotropico. |                           |               |
| 10  | Towanosakiwa' 「トワノサキワ'」 - Towanosakiwa' | 16 giugno 2017            |               |
| 10  | Agli albori di tutte le cose l'ansiotropia, l'essere primigeneo, creò l'universo per saziare la sua fama di conoscenza, desiderosa di scoprire in che modo potessero evolversi nuove forme di vita. Quando sulla Terra cominciò infine a nascere la vita, una delle innumerevoli entità che costituivano l'essenza ansiotropica, desiderosa di conoscere da vicino il mondo che andava formandosi, volle farsi essa stessa creatura in carne ed ossa, e discesa sul piano materiale spese milioni di anni passando da incarnazione a incarnazione, fino a nascere come un essere umano nei panni di Saraka Tsukai. Le innumerevoli esistenze vissute da questa entità ansiotropica sulla Terra hanno infine persuaso Saraka che nella mortalità e nella breve vita degli esseri umani, che l'Ansiotropia chiaramente mortifica, risiede invece la loro forza. Yaha, per nulla convinto, rivela infine il suo vero scopo: portare tutta l'umanità all'interno dell'ansiotropia, un processo tuttavia a cui solo un numero minimo di menti riuscirebbe a sopravvivere, mentre tutte le altre finirebbero inevitabilmente distrutte nel corso della conversione. Saraka tenta quindi di fermare Yaha, ma i suoi poteri si rivelano molto inferiori a quelli del suo avversario, e nel tentativo di proteggerla Shindō rimane ferito mortalmente. Saraka non ha quindi altra scelta che ritirarsi, portando Shindō con sé in un'altra regione del Kado per poterlo curare, mentre Yaha, accompagnandolo dal clone di Shindō, porta avanti il proprio piano donando all'umanità il Nanomis-hein. |                           |               |
| 11  | Wanoraru 「ワノラル」 - Wanoraru | 23 giugno 2017            |               |
| 11  | Con la complicità del clone di Shindō il Nanomis-hein si diffonde rapidamente in tutto il mondo, mettendo l'umanità, o quanto meno una parte di essa, nella condizione di poter ascendere all'ansiotropia. Per tentare di prevenire l'Apocalisse, Saraka spiega a Shindō che l'unica soluzione sarebbe imprigionare Yaha in una speciale "gabbia" ansiotropica, ma anche che l'unico modo per poterci riuscire è superare il Fregonics, la sostanza di cui sono fatte tutte le manifestazioni ansiotropiche, un'impresa al di là dei comuni mezzi umani. Saraka e Shindō si recano quindi alle placcature Osokabe, dove con l'aiuto della professoressa Shinawa, messa al corrente del vero scopo della venuta di Yaha e delle conseguenze che esso potrebbe comportare, viene costruita una speciale armatura per Shindō in grado di contrastare e annullare il Fregonics. Di lì a breve, però, Yaha mette in modo l'ultima parte del suo piano, e ad un suo comando il Kado inizia ad ingigantirsi a vista d'occhio, inglobando in poco tempo quasi metà del Giappone. Shindō e Saraka raggiungono quindi Yaha all'interno del monolite per lo scontro finale. |                           |               |
| 12  | Yukika 「⊿Γ≡」 | 30 giugno 2017            |               |
| 12  | Il Kado continua la sua rapida espansione, e nulla sembra in grado di fermarlo. All'interno, Yaha tenta ancora una volta di convincere Shindō ad entrare nell'ansiotropia, ottenendo però un secondo rifiuto. Tra i due è quindi scontro, ma nonostante la speciale protezione di Shindō, di cui Yaha aveva intuito la creazione, l'entità ansiotropica ha la meglio e Shindō, sconfitto, rimane ucciso. A questo punto la conversione forzosa dell'umanità ad esistenza ansiotropica, che secondo il pensiero di Yaha avrebbe il fine ultimo di spingere gli esseri umani ad elevare ai massimi livelli le loro già sterminate possibilità evolutive, sembra inevitabile, ma all'improvviso appare all'interno del Kado una macchina da cui scende, oltre ad uno Shun visibilmente invecchiato, una ragazza che, affrontata da Yaha, si dimostra tuttavia infinitamente più forte di lui: si tratta di Yukika, la figlia sedicenne di Saraka e dello stesso Shindō. Saraka rivela quindi ad uno sconvolto Yaha di aver usato il Nanomis-hein per creare una bolla spaziotemporale all'interno della quale il tempo, scorrendo molto più velocemente, aveva permesso a lei di accelerare la gravidanza e a Shun di avere abbastanza tempo per crescere la bambina, permettendole di raggiungere un livello di comprensione tale da risultare un essere ancora più forte dello stesso Yaha: l'unione tra un essere umano ed un essere ansiotropico. Yaha, sconfitto, viene infine disintegrato da Yukika, e a quel punto il Kado si dissolve assieme a lui, portandosi via tutta l'empatia ansiotropica sviluppata nel frattempo dall'umanità. Un mese dopo, la vita sulla Terra è tornata a seguire i suoi ritmi quotidiani, ma l'Umanità, ora consapevole dell'esistenza dell'ansiotropia, è determinata a riuscire un domani a raggiungerla con le sue sole forze (anche se alcuni, come Shinawa, sembrano esserci già riusciti). |                           |               |